# 周绍铮
周绍铮（1926年—2007年），男，浙江宁波人，中国人民政治协商会议第六、七届全国委员会秘书长，中共政协第七届全国委员会党组成员、第六届全国委员会机关党组书记。

## 简历
1946年至1949年，任上海宁波旅沪同乡会第一小学、第二十五民众学校教员、中共地下党支部书记，中共地下党沪北区、闸北、北站分区委委员。1949年后，任中共上海市沪北区委委员，北站区军事接管委员会副专员，中共北站区委常委、副区长兼统战部部长，中共闸北区委常委、区长。1960年任国家科学技术委员会对外联络局副处长。1972年任中华人民共和国驻墨西哥使馆一秘。1979年任中共上海市委统战部副部长，上海市人民代表大会常务委员会副秘书长。1982年任国务院副秘书长。1986年后任政协全国委员会秘书长，中共政协全国委员会机关党组书记，中共政协全国委员会党组成员，提案委员会主任。是政协第六、七、八届全国委员会常务委员。于2007年11月24日逝世。